# Damernas 100 meter bröstsim vid världsmästerskapen i kortbanesimning 2022
Damernas 100 meter bröstsim vid världsmästerskapen i kortbanesimning 2022 avgjordes den 14 och 15 december 2022 i Melbourne Sports and Aquatic Centre i Melbourne i Australien.
Guldet togs av amerikanska Lilly King efter ett lopp på 1 minut och 2,67 sekunder. Silvret togs av nederländska Tes Schouten och bronset av tyska Anna Elendt.

## Rekord
Inför tävlingens start fanns följande världs- och mästerskapsrekord:
|                   | Namn           | Nation  | Tid     | Ort                 | Datum           |
| ----------------- | -------------- | ------- | ------- | ------------------- | --------------- |
| Världsrekord      | Rūta Meilutytė | Litauen | 1.02,36 | Moskva, Ryssland    | 12 oktober 2013 |
| Världsrekord      | Alia Atkinson  | Jamaica | 1.02,36 | Doha, Qatar         | 6 december 2014 |
| Världsrekord      | Alia Atkinson  | Jamaica | 1.02,36 | Chartres, Frankrike | 26 augusti 2016 |
| Mästerskapsrekord | Alia Atkinson  | Jamaica | 1.02,36 | Doha, Qatar         | 6 december 2014 |

## Resultat

### Försöksheat
Försöksheaten startade den 14 december klockan 12:30.
| Placering | Heat | Bana | Namn                  | Nationalitet   | Tid           | Noteringar    |
| --------- | ---- | ---- | --------------------- | -------------- | ------------- | ------------- |
| 1         | 7    | 4    | Rūta Meilutytė        | Litauen        | 1.03,81       | 0Q0           |
| 2         | 5    | 6    | Lara van Niekerk      | Sydafrika      | 1.03,93       | 0Q0           |
| 3         | 5    | 4    | Lilly King            | USA            | 1.03,94       | 0Q0           |
| 4         | 6    | 4    | Tang Qianting         | Kina           | 1.04,07       | 0Q0           |
| 5         | 5    | 3    | Tes Schouten          | Nederländerna  | 1.04,22       | 0Q0           |
| 6         | 5    | 5    | Anna Elendt           | Tyskland       | 1.04,53       | 0Q0           |
| 7         | 6    | 2    | Mai Fukasawa          | Japan          | 1.04,57       | 0Q0           |
| 8         | 6    | 5    | Reona Aoki            | Japan          | 1.04,58       | 0Q0           |
| 9         | 7    | 5    | Sophie Hansson        | Sverige        | 1.04,64       | 0Q0           |
| 10        | 7    | 1    | Sydney Pickrem        | Kanada         | 1.04,73       | 0Q0           |
| 11        | 6    | 8    | Thea Blomsterberg     | Danmark        | 1.04,74       | 0Q0           |
| 12        | 4    | 4    | Imogen Clark          | Storbritannien | 1.05,05       | 0Q0           |
| 13        | 6    | 3    | Benedetta Pilato      | Italien        | 1.05,21       | 0Q0           |
| 14        | 7    | 2    | Ida Hulkko            | Finland        | 1.05,25       | 0Q0           |
| 15        | 5    | 2    | Charlotte Bonnet      | Frankrike      | 1.05,28       | 0Q0           |
| 15        | 7    | 7    | Yang Chang            | Kina           | 1.05,28       | 0Q0           |
| 17        | 6    | 7    | Jenna Strauch         | Australien     | 1.05,30       |               |
| 18        | 5    | 7    | Andrea Podmaníková    | Slovakien      | 1.05,31       |               |
| 19        | 7    | 8    | Florine Gaspard       | Belgien        | 1.05,49       |               |
| 20        | 6    | 6    | Annie Lazor           | USA            | 1.05,51       |               |
| 21        | 5    | 8    | Lisa Mamié            | Schweiz        | 1.05,56       |               |
| 22        | 4    | 7    | Macarena Ceballos     | Argentina      | 1.05,62       |               |
| 23        | 4    | 5    | Klara Thormalm        | Sverige        | 1.05,85       |               |
| 24        | 4    | 6    | Rachel Nicol          | Kanada         | 1.05,91       |               |
| 25        | 4    | 8    | Maria Romanjuk        | Estland        | 1.06,26       |               |
| 26        | 1    | 1    | Tara Vovk             | Slovenien      | 1.06,29       |               |
| 26        | 7    | 6    | Chelsea Hodges        | Australien     | 1.06,29       |               |
| 28        | 6    | 1    | Letitia Sim           | Singapore      | 1.06,49       |               |
| 29        | 4    | 2    | Kristýna Horská       | Tjeckien       | 1.06,57       |               |
| 30        | 5    | 1    | Veera Kivirinta       | Finland        | 1.06,59       |               |
| 31        | 3    | 5    | Moon Su-a             | Sydkorea       | 1.06,96       |               |
| 32        | 4    | 3    | Lena Kreundl          | Österrike      | 1.07,15       |               |
| 33        | 3    | 7    | Thanya Dela Cruz      | Filippinerna   | 1.07,17       |               |
| 34        | 3    | 1    | Mary Connolly         | Cooköarna      | 1.07,66       | 0NR0          |
| 35        | 3    | 4    | Stefanía Gómez        | Colombia       | 1.08,71       |               |
| 36        | 3    | 6    | Lam Hoi Kiu           | Hongkong       | 1.09,04       |               |
| 37        | 3    | 3    | Adelaida Pchelintseva | Kazakstan      | 1.09,42       |               |
| 38        | 1    | 7    | Chen Pui Lam          | Macao          | 1.09,79       | 0NR0          |
| 39        | 3    | 2    | Nàdia Tudó            | Andorra        | 1.11,31       |               |
| 40        | 2    | 5    | Victoria Russell      | Bahamas        | 1.11,56       |               |
| 41        | 2    | 1    | Jayla Pina            | Kap Verde      | 1.12,72       |               |
| 42        | 1    | 6    | Chahat Arora          | Indien         | 1.13,13       | 0NR0          |
| 43        | 2    | 7    | Asia Kent             | Gibraltar      | 1.13,80       |               |
| 44        | 2    | 8    | Kelera Mudunasoko     | Fiji           | 1.13,86       |               |
| 45        | 2    | 6    | Marina Abu Shamaleh   | Palestina      | 1.13,92       |               |
| 46        | 3    | 8    | Krista Jurado         | Guatemala      | 1.14,13       |               |
| 47        | 2    | 2    | Lara Dashti           | Kuwait         | 1.14,61       |               |
| 48        | 2    | 3    | Emilie Grand'Pierre   | Haiti          | 1.15,19       |               |
| 49        | 1    | 4    | Maria Batallones      | Nordmarianerna | 1.18,08       |               |
| 50        | 1    | 5    | Mariama Touré         | Guinea         | 1.33,89       |               |
| 51        | 1    | 2    | Batourou Touré        | Mali           | 1.49,99       |               |
| 52        | 1    | 3    | Salima Ahmadou        | Niger          | 1.58,58       |               |
| 53        | 2    | 4    | Ramudi Samarakoon     | Sri Lanka      | Startade inte | Startade inte |
| 53        | 4    | 1    | Silje Slyngstadli     | Norge          | Startade inte | Startade inte |
| 53        | 7    | 3    | Kotryna Teterevkova   | Litauen        | Startade inte | Startade inte |

### Semifinaler
Semifinalerna startade den 14 december klockan 20:45.
| Placering | Heat | Bana | Namn              | Nationalitet   | Tid     | Noteringar |
| --------- | ---- | ---- | ----------------- | -------------- | ------- | ---------- |
| 1         | 2    | 5    | Lilly King        | USA            | 1.03,33 | 0Q0        |
| 2         | 2    | 4    | Rūta Meilutytė    | Litauen        | 1.03,40 | 0Q0        |
| 3         | 1    | 6    | Reona Aoki        | Japan          | 1.04,13 | 0Q0        |
| 4         | 2    | 3    | Tes Schouten      | Nederländerna  | 1.04,31 | 0Q0        |
| 5         | 1    | 4    | Lara van Niekerk  | Sydafrika      | 1.04,36 | 0Q0        |
| 5         | 1    | 5    | Tang Qianting     | Kina           | 1.04,36 | 0Q0        |
| 7         | 2    | 6    | Mai Fukasawa      | Japan          | 1.04,45 | 0Q0        |
| 8         | 1    | 3    | Anna Elendt       | Tyskland       | 1.04,46 | 0Q0        |
| 9         | 1    | 1    | Ida Hulkko        | Finland        | 1.04,85 |            |
| 10        | 2    | 2    | Sophie Hansson    | Sverige        | 1.04,88 |            |
| 11        | 1    | 8    | Yang Chang        | Kina           | 1.04,99 |            |
| 12        | 1    | 2    | Sydney Pickrem    | Kanada         | 1.05,08 |            |
| 13        | 2    | 7    | Thea Blomsterberg | Danmark        | 1.05,22 |            |
| 14        | 1    | 7    | Imogen Clark      | Storbritannien | 1.05,40 |            |
| 15        | 2    | 1    | Benedetta Pilato  | Italien        | 1.05,46 |            |
| 16        | 2    | 8    | Charlotte Bonnet  | Frankrike      | 1.05,51 |            |

### Final
Finalen startade den 15 december klockan 20:37.
| Placering | Bana | Namn             | Nationalitet  | Tid             | Noteringar      |
| --------- | ---- | ---------------- | ------------- | --------------- | --------------- |
| 1         | 4    | Lilly King       | USA           | 1.02,67         |                 |
| 2         | 6    | Tes Schouten     | Nederländerna | 1.03,90         | 0NR0            |
| 3         | 8    | Anna Elendt      | Tyskland      | 1.04,05         | 0NR0            |
| 4         | 7    | Tang Qianting    | Kina          | 1.04,06         |                 |
| 5         | 2    | Lara van Niekerk | Sydafrika     | 1.04,12         |                 |
| 6         | 3    | Reona Aoki       | Japan         | 1.04,30         |                 |
| 7         | 1    | Mai Fukasawa     | Japan         | 1.04,48         |                 |
| 8         | 5    | Rūta Meilutytė   | Litauen       | Diskvalificerad | Diskvalificerad |